# Ильинский, Алексей Никанорович
Алексе́й Никано́рович Ильи́нский (1788 — 25 сентября 1837) — русский математик и педагог.

## Биография
Первоначальное образование Ильинский получил в Орловской духовной семинарии, по окончании которой стал студентом Санкт-Петербургской духовной академии (1809—1814). Окончив академию со степенью кандидата богословия, он первоначально служил по духовному ведомству в качестве преподавателя математики и физики и одновременно секретаря Владимирской духовной семинарии.
В дальнейшем Ильинский перешёл на службу в горное ведомство и в 1823 году в чине 9-го класса был исправляющим должность столоначальника Судного отделения Департамента горных и соляных дел Министерства финансов, а на 1825 год уже был утверждён в этой должности.
В 1829 году Ильинский был исправляющим должность учёного секретаря Горного Совета Министерства финансов, затем был утверждён в занимаемой должности, произведён в коллежские асессоры и награждён орденом Святой Анны 3-й степени.
В 1831 году Ильинский был назначен правителем канцелярии Департамента горных и соляных дел Министерства финансов и оставался в этой должности вплоть до конца жизни, будучи произведён в надворные, а затем в коллежские советники и награждён орденами Святого Владимира 4-й степени и Святого Станислава 3-й степени (кроме этого, он имел знак отличия за XV лет беспорочной службы).
Ильинский преподавал в Горном корпусе. По системе академика С. Е. Гурьева он написал учебник «Основания геометрии» (СПб., 1825).
Скончался Ильинский в Санкт-Петербурге 25 сентября 1837 года и был похоронен на Смоленском православном кладбище.

## Труды
- Основания геометрии, составленные по системе Императорской С.Петербургской Академии Наук Академика С. Е. Гурьева. — СПб.: В типографии Александра Смирдина, 1825. — X, 262 с[5].